# Джей Пи Морган и Ко.
„Джей Пи Морган и Ко.“ (J.P. Morgan & Co.) е търговска и инвестиционна банкова институция, основана в САЩ от Джон Пирпонт Морган. Фирмата е предшественик на две големи банкови учреждения – JPMorgan Chase и Morgan Stanley.
През 1959 г. J.P. Morgan & Co. се слива с основаната през 1886 г. банка Guaranty Trust Company of New York, и формално започва да се нарича „Morgan Guaranty Trust Company“. През 2000 г. банката е купена от Chase Manhattan Bank, за да формира JPMorgan Chase & Co., една от най-големите банки в света.